# Reducción de las emisiones de la deforestación

Países que participan en el programa REDD o en el Fondo Cooperativo para el Carbono de los Bosques

La reducción de las emisiones de la deforestación y la degradación de bosques (REDD por sus siglas en inglés) es un mecanismo que ha estado negociándose en la Convención Marco de las Naciones Unidas sobre el Cambio Climático (UNFCCC) desde 2005, con el objetivo de mitigar el cambio climático a través de la reducción de emisiones netas de gases de efecto invernadero mediante la mejora de la gestión de bosques en los países en desarrollo.
En las últimas dos décadas, varios estudios estiman que los cambios de uso de la tierra, incluyendo deforestación y degradación de bosques, suponen entre el 12 y el 29 % de las emisiones mundiales de gases de efecto invernadero. Por esta razón incluir la reducción de las emisiones derivadas del cambio de uso de la tierra se considera esencial para conseguir los objetivos de la UNFCCC.
Durante las negociaciones del Protocolo de Kioto sobre el cambio climático, y en particular su Mecanismo de desarrollo limpio (CDM por sus siglas en inglés), se debatió incluir la gestión de bosques tropicales, pero finalmente se desechó debido a las dificultades metodológicas para establecer –en particular– la adicionalidad y el escape (deterioro atribuible al proyecto observado fuera de su área). Lo que quedó en el protocolo sobre silvicultura fue "Forestación y reforestación", campo sectorial número 14 del CDM. Según sus disposiciones, las tierras que desde 1990 carecían de cubierta forestal podían ser forestadas o reforestadas con árboles comerciales o autóctonos. En sus primeros ocho años de operación, un total de 52 proyectos ha sido registrado bajo la sección "Forestación y reforestación" del CDM. Los engorrosos procedimientos administrativos y los altos costes de transacción correspondientes son a menudo culpados de este lento arranque.
En respuesta a lo que muchos percibían como un fallo en abordar una importante fuente de emisiones netas de gases de efecto invernadero, se formó la Coalición de Naciones con Selvas Tropicales (CfRN por sus siglas en inglés), que en 2005 propuso a la Conferencia de las Partes del UNFCCC un mecanismo para considerar la reducción de emisiones derivadas de la deforestación tropical y de la degradación de bosques como una medida de mitigación del cambio climático.

## Historia de la REDD

### REDD
La UNFCCC , Convención Marco de las Naciones Unidas sobre el Cambio Climático, discutió la REDD por primera vez en 2005 en su 11.ª sesión de la Conferencia de las Partes (COP), a petición de Costa Rica y Papúa Nueva Guinea, que actuaban en nombre de la CfRN cuando entregaron el documento "Reducción de las emisiones de la deforestación en países en desarrollo: enfoques para estimular la acción", con una petición para poner en la agenda la reducción de las emisiones derivadas de la deforestación y de la degradación de bosques naturales como medida de mitigación. La COP 11 aceptó la petición e introdujo el documento como el punto 6 de su agenda: Reduciendo las emisiones por deforestación en países en desarrollo: enfoques para estimular la acción.

### REDD+

#### Plan de acción de Bali
La REDD fue objeto de cuidadosa atención por parte de la UNFCCC –y los asistentes– en la COP 13, diciembre de 2007, donde se adoptó la primera decisión sustancial sobre REDD+, la decisión 2/CP.13: "Reduciendo las emisiones por deforestación en países en desarrollo: enfoques para estimular la acción". La 2/CP.13 pedía que se realizaran actividades de demostración para informar de ellas dos años más tarde (en la siguiente COP), y que se valoraran los factores que estaban provocando deforestación. Quizás con mayor interés, REDD+ también se mencionaba en la decisión 1/CP.13, el "Plan de Acción de Bali", con referencia a las cinco actividades elegibles para REDD+ (el signo "+" lo constituyen la gestión sostenible de bosques, la conservación de la cantidad total ('stock') de carbono acumulada por el bosque el aumento de dicha cantidad).
La petición de actividades de demostración en la decisión 2/CP.13 dio lugar a un gran número de programas y proyectos, incluyendo el Fondo Cooperativo para el Carbono de los Bosques (FCPF) del Banco Mundial, el programa UN-REDD, y una plétora de proyectos más pequeños financiados por la Iniciativa Internacional Climática y Forestal de Noruega (NICFI por sus siglas en inglés), entre muchos otros. Todo ello basado en la interpretación de las muy escasas directrices de la UNFCCC. En consecuencia, muchos de los proyectos resultaron solo marginalmente coincidentes con las instrucciones de UNFCCC en sesiones posteriores.

#### Definición de los elementos principales
En 2009, la decisión 4/CP.15 de la COP 15: "Guía metodológica de actividades conducentes a la reducción de las emisiones derivadas de la deforestación y la degradación de los bosques, y el papel de la conservación, la gestión forestal sostenible y el aumento de los stocks de carbono del bosque en países en desarrollo" proporcionó información más detallada sobre los requisitos para REDD+. Específicamente, se introdujo el sistema nacional de control forestal, con elementos de medida, información y verificación (MRV por sus siglas en inglés). Además, los países fueron animados a desarrollar estrategias nacionales, desarrollar las capacidades nacionales, establecer niveles de referencia, y establecer un enfoque participativo para conseguir un «compromiso pleno y eficaz de pueblos indígenas y comunidades locales en (…) el control y la información».
Un año más tarde, en la COP 16, se adoptó la decisión 1/CP.16 . En su sección C: "Enfoques de políticas e incentivos positivos sobre temas relativos a la reducción de emisiones provenientes de la deforestación y la degradación forestal en países en desarrollo; y el papel de la conservación, la gestión forestal sostenible y el aumento de los stocks de carbono del bosque en países en desarrollo" introdujo las así llamadas salvaguardas (safeguards), con una reiteración de los requisitos para el sistema nacional de control forestal. 
Estas salvaguardas se introdujeron para asegurar que la implantación de REDD+ a nivel nacional no iría en detrimento del medio ambiente o de la población local. Sin embargo, debe tenerse en cuenta que no se pide a los países que informen sobre las salvaguardas en sí mismas, sino solamente sobre cómo esas salvaguardas son «promovidas y apoyadas». De este modo, la mera existencia de un marco regulador sería suficiente para cumplir la decisión 1/CP.16, sin considerar para nada que dichas salvaguardas sean efectivamente respetadas.
En 2011 la COP 17 adoptó la decisión 12/CP.17: "Guía de sistemas para proporcionar información sobre cómo se abordan y respetan las salvaguardas, y modalidades relativas a los niveles de referencia de emisiones forestales bosque y niveles forestales de referencia según la decisión 1/CP.16". Proporciona detalles sobre la preparación y comunicación de niveles de referencia, así como una guía para informar sobre las salvaguardas.

#### Marco de Varsovia sobre REDD+
En diciembre de 2013, la COP 19 llegó a nada menos que siete decisiones sobre REDD+, que se conocen conjuntamente como el "Marco de Varsovia en REDD-plus". Estas decisiones abordan un programa de trabajo sobre financiación basada en resultados; coordinación de apoyo para la implantación; modalidades para el sistema nacional de control forestal; presentación de información sobre salvaguardas; valoración técnica de los niveles de referencia (de emisiones); modalidades para medir, informar y verificar (MRV); e información sobre los factores que provocan deforestación y degradación. Se especificaban los requisitos para acceder a «financiación basada en resultados»: a través del envío de informes, cuyo contenido también se especifica; de valoración técnica mediante de análisis y consulta internacionales (ICA por sus siglas en inglés) para los cuales se han especificado procedimientos; y solicitud de financiación basada en resultados por las partes de un país en desarrollo al Fondo Verde del Clima. Con estas decisiones la implantación del marco global para REDD+ parece estar completa, aunque quedan muchos detalles por aclarar.
La COP 20 en diciembre de 2014 no tomó nuevas decisiones sobre REDD+. Se hizo una referencia a REDD+ en la decisión 8/CP.20 "Informe del Fondo Verde del Clima a la Conferencia de las Partes y guía para el Fondo Verde del Clima", donde, en el párrafo 18, la COP «pide al consejo de administración del Fondo Verde del Clima (...) (b) Para considerar las decisiones relativas a REDD-plus», refiriéndose a decisiones anteriores de la COP sobre este tema.

## Terminología
El mecanismo tratado por la COP del UNFCCC , Convención Marco de las Naciones Unidas sobre el Cambio Climático, se nombra generalmente como "reducción de las emisiones de la deforestación y la degradación forestal", abreviado a REDD o REDD+. Sin embargo la propia COP no utiliza este nombre ni los acrónimos.
El documento original entregado por Papúa Nueva Guinea y Costa Rica en nombre de la CfRF, con fecha del 28 de julio de 2005, se titulaba "Reduciendo las emisiones de la deforestación en países en desarrollo: enfoques para estimular la acción", [la traducción al español de estos párrafos puede provocar confusión, pues el original inglés se refiere a las grafías exactas que se emplearon en ese idioma, en el que están redactados los documentos de la COP]. La COP 11 aceptó la petición para considerar el documento como el punto 6 de la agenda: "Reduciendo las emisiones por deforestación en países en desarrollo: enfoques para estimular la acción". El nombre para este punto de la agenda se utilizó también en la COP 13 de Bali, en diciembre de 2007. 
Por la COP 15 de Copenhague, en diciembre de 2009, el alcance de este punto de la agenda se amplió a "Guía metodológica de actividades conducentes a la reducción de las emisiones derivadas de la deforestación y la degradación de los bosques, y el papel de la conservación, la gestión forestal sostenible y el aumento de los stocks de carbono del bosque en países en desarrollo". En la COP 16 se transformó en  "Enfoques de políticas e incentivos positivos sobre temas relativos a la reducción de emisiones provenientes de la deforestación y la degradación forestal en países en desarrollo; y el papel de la conservación, la gestión forestal sostenible y el aumento de los stocks de carbono del bosque en países en desarrollo". En la COP 17 el título de la decisión sencillamente se refería a una decisión anterior: "Guía de sistemas para proporcionar información sobre cómo se abordan y respetan las salvaguardas, y modalidades relativos a los niveles de referencia de emisiones forestales bosque y niveles forestales de referencia según la decisión 1/CP.16". En la COP 19 los títulos de las decisiones 9 y 12 se refieren a dicha decisión 1/CP.16, párrafo 70 y apéndice I respectivamente, mientras que las otras decisiones solo mencionan el tema que se considera.
Ninguna de estas decisiones utiliza un acrónimo, ni para el título del punto de la agenda ni en otras partes del texto; el ubicuo acrónimo REDD no lo acuña por tanto la COP. Sorprendentemente por tanto, el conjunto de decisiones sobre REDD+ que se adoptó en la COP 19 de Varsovia, diciembre de 2013, fue conjuntamente bautizado el Marco de Varsovia en REDD-plus en una nota al pie al título de cada una de las decisiones.
Considerando todo esto, no tendría que haber ninguna confusión en el nombre formal o los nombres formales:
- REDD se refería originalmente a "reducción emisiones derivadas de la deforestación en países en desarrollo", como rezaba el título del documento original[7]
- REDD+ (o REDD-plus) se refiere a "reducción emisiones derivadas de la deforestación y degradación forestal en países en desarrollo, y el papel de la conservación, la gestión forestal sostenible y el aumento de los stocks de carbono del bosque en países en desarrollo" (en este párrafo se han añadido cursivas para resaltar la diferencia). Es la terminología más elaborada y reciente utilizada por la COP[10]

Aun así, el nombre generalmente utilizado fuera de la UNFCCC parece haber prendido más que el segundo, quizás no sorprendentemente si se ve que el título original del mecanismo no abarca todo el campo de opciones de gestión forestal, mientras el segundo es bastante difícil de manejar.

## Elementos principales de REDD+
Como mecanismo del acuerdo multilateral contra el cambio climático, REDD+ es esencialmente un vehículo para recompensar financieramente a los países en desarrollo por sus esfuerzos verificados en reducir emisiones y aumentar el secuestro de gases de efecto invernadero a través de una variedad de opciones de gestión forestal. Al igual que con otros mecanismos de la UNFCCC, Convención Marco de las Naciones Unidas sobre el Cambio Climático, hay pocas prescripciones que indiquen específicamente cómo implantar el mecanismo a nivel nacional; los principios de soberanía nacional y subsidiariedad implican que la UNFCCC solo puede establecer qué resultados premia y requerir que los informes se entreguen en un formato determinado y estén abiertos a que la UNFCCC los revise. Ciertos aspectos van más allá de este planteamiento básico –como las así llamadas salvaguardas, explicadas más abajo con detalle– pero en esencia REDD+ no es más que un conjunto de directrices sobre cómo informar, acerca de recursos forestales y estrategias de gestión forestal y sus resultados, en términos de reducción de emisiones y aumento del secuestro de gases de efecto invernadero. Sin embargo se ha elaborado un conjunto de requisitos para asegurar que los informes de las partes son consistentes y comparables, y que su contenido está abierto a revisión y en función de los objetivos de la UNFCCC.

### Políticas y medidas
En el texto de la Convención se hace referencia reiterada a "políticas y medidas", el conjunto de instrumentos legales, regulatorios y administrativos que las partes desarrollan e implantan para alcanzar el objetivo de la Convención. Estas políticas pueden ser específicas para mitigar el cambio climático o adaptarse a él, o de una naturaleza más genérica, pero con un impacto en las emisiones de gases de efecto invernadero. Muchas de las partes firmantes de la UNFCCC han establecido ya estrategias contra el cambio climático y medidas de respuesta.
El mecanismo REDD+ tiene un conjunto similar de políticas y medidas, más centrado. Leyes y reglamentos del sector forestal típicamente funcionan en la mayoría de los países. Además los países deben desarrollar estrategias nacionales específicas o planes de acción para REDD+.
De interés específico para REDD+ son los motores (causas, denominadas específicamente en inglés drivers) de la deforestación y la degradación forestal. Las decisiones de la UNFCCC piden que los países hagan una valoración de estos motores y que basen en ella las políticas y las medidas, de modo que puedan dirigirse a donde su impacto es mayor. Algunos de los motores serán genéricos —en el sentido de prevalentes en muchos países, como la creciente presión poblacional— mientras que otros serán muy específicos de los países o de las regiones internas de esos países.
Se anima a los países a identificar "circunstancias nacionales" que alimentan estos motores: condiciones específicas del país que impactan sobre sus recursos forestales. En los preámbulos de varias decisiones de la COP se pueden encontrar sugerencias de circunstancias nacionales típicas como «Reafirmar que el desarrollo social y económico y la erradicación de la pobreza son prioridades mundiales» en el Plan de Acción de Bali, lo que permite a los países en desarrollo dar más prioridad a políticas como erradicación de la pobreza mediante el aumento del terreno cultivable o hidroelectricidad que a la protección de los bosques.

### Actividades elegibles
Las decisiones REDD+ enumeran cinco "actividades elegibles" que los países en desarrollo pueden implantar para reducir las emisiones y aumentar el secuestro de gases de efecto invernadero:
«(a) Reducir las emisiones de la deforestación.
(b) Reducir la degradación forestal.
(c) Conservación de los stocks de carbono forestal.
(d) Gestión forestal sostenible.
(e) Aumento de los stocks de carbono forestal».
Las dos primeras actividades reducen las emisiones de gases de efecto invernadero y son las dos actividades enumeradas en el documento original sobre REDD+ presentado por la Coalición de Naciones con Selvas Tropicales (CfRN). Las tres actividades restantes constituyen el signo "+" en REDD+. La última resalta el secuestro de gases de efecto invernadero, mientras que el efecto de las otras dos en emisiones o secuestro no se ha determinado, pero se estima mínimo.
La UNFCCC , Convención Marco de las Naciones Unidas sobre el Cambio Climático, no determina qué acciones específicas constituyen actividades elegibles. Posiblemente se adopte un enfoque como el del CDM: los proponentes de proyectos —en este caso las partes— pueden enviar documentación sobre una propuesta que será revisada por un comité técnico de la UNFCCC. Tras su aprobación esta "metodología aprobada" estará públicamente disponible para que cualquiera la aplique.

### Niveles de referencia
Los niveles de referencia son un componente clave para cualquier programa REDD+ nacional, y crítico en al menos dos aspectos. En primer lugar, serán revisados por la comunidad internacional para valorar la calidad del programa REDD+ nacional, en particular con respecto a la "fidelidad" de las reducciones de emisiones comunicadas o el aumento del secuestro. Este aspecto establece la confianza de la comunidad internacional en el programa REDD+ nacional. En segundo lugar los niveles de referencia serán la marca con la que se compararán los logros del programa REDD+ nacional para llegar a la cantidad de beneficios basados en resultados que los países pueden esperar recibir por sus esfuerzos. Establecer unos niveles de referencia demasiado laxos erosionará la confianza en el programa REDD+ nacional, mientras que establecer otros demasiado estrictos disminuirán el potencial para recoger los beneficios con los que operar dicho programa. Por tanto es de importancia capital valorar muy cuidadosamente toda la información relevante.
Los requisitos y características de los niveles de referencia están dentro de las competencias de la UNFCCC. Dadas la amplia variedad en condiciones ecológicas y circunstancias nacionales específicas, estos requisitos son bastante globales, y cada país tendrá un rango de opciones para definir los niveles de referencia dentro de su territorio.
Un Nivel de Referencia (NR) se expresa como una cantidad, derivada de diferenciar una secuencia de cantidades durante un período de tiempo. Para los propósitos de REDD+, la cantidad se expresa en CO2-equivalentes (CO2e) (ver el artículo sobre índice GWP) de emisiones o secuestro. Si las cantidades son emisiones, el NR deviene un nivel de referencia de emisiones (NRE). Los NR se basan en un alcance (¿qué incluyen?), una escala (el área geográfica de la que se derivan o a la que se aplican) y un período durante el cual se calculan. El alcance, la escala y el período se pueden modificar de acuerdo a circunstancias nacionales (condiciones específicas del país que recomiendan un ajuste de la base sobre la que se construyen los NR). Un NR puede basarse en observaciones o medidas de cantidades en el pasado, en cuyo caso es retrospectivo, o puede ser una estimación o proyección de cantidades en el futuro, en cuyo caso es prospectivo.
Los NR , Nivel de referencia, deben aplicarse a todo el país, pero pueden estar compuestos de un número de NR subnacionales. Por ejemplo. la degradación forestal puede tener un NRE para la tala comercial selectiva y otro para la recogida de leña de subsistencia por parte de poblaciones rurales. Cada motor identificado de la deforestación o la degradación forestal debe estar efectivamente representado en uno o varios NRE. De manera similar, para los NR de aumento de los stocks forestales de carbono, puede haber un NR para la plantación de árboles madereros y otro para la regeneración natural, posiblemente estratificado por región ecológica o tipo de bosque.
En la Decisión 13/CP.19 se dan detalles sobre la comunicación y valoración técnica de NR.

### Seguimiento: medida, comunicación y verificación
En la Decisión 2/CP.15 de la UNFCCC se solicita a los países que desarrollen sistemas nacionales de seguimiento de sus bosques (NFMS por sus siglas en inglés) que apoyen las funciones de medida, comunicación y verificación de las acciones y logros en la implantación de las actividades REDD+. Los NFMS son el componente clave en la gestión de la información para los programas REDD+ nacionales. Un sistema de seguimiento completamente funcional puede ir más allá de los requisitos exigidos por la UNFCCC e incluir aspectos como el registro de proyectos y participantes, o la evaluación de los logros de los programas y la eficacia de las políticas. El sistema puede construirse con una finalidad específica, pero debe integrarse en las herramientas existentes para el seguimiento de los bosques utilizadas por el Grupo Intergubernamental de Expertos sobre el Cambio Climático (IPCC por sus siglas en inglés), así como otros parámetros de interés, como los relacionados con las salvaguardas y la implantación de actividades elegibles.
La comunicación debe seguir las directrices de la IPCC, en particular la "Guía de buenas prácticas para el uso de la tierra, el cambio de uso y la silvicultura", que incluye plantillas de comunicación que deben figurar en las comunicaciones nacionales de las partes a la UNFCCC. En esta guía se incluyen protocolos estándar de medida y procedimiento de análisis que tienen un fuerte impacto sobre los sistemas de medida que los países necesitan establecer. Sin embargo los informes reales sobre los resultados de REDD+ no van a través de las comunicaciones nacionales, sino a través de los Informes Bienales de Actualización.
La verificación es un proceso externo independiente, gestionado por la Secretaría de la UNFCCC , Convención Marco de las Naciones Unidas sobre el Cambio Climático. Los países han de facilitar los requisitos de la verificación, que sigue un proceso de consulta y análisis internacional, que en la práctica es una revisión por pares, en concreto por un equipo formado por un experto de una de las partes listadas en el Anexo I y otro de una parte que no figura en el Anexo I (en el artículo Convención Marco de las Naciones Unidas sobre el Cambio Climático puede verse un mapa de las partes según anexos). La verificación «se llevará a cabo de manera no intrusiva, no punitiva y respetuosa con la soberanía nacional». Este «equipo técnico de expertos analizará hasta qué punto:
(a) Hay consistencia en las metodologías, definiciones, alcance y la información proporcionada entre el nivel de referencia valorado y los resultados de la implantación de las actividades [REDD+] (...);
(b) Los datos y la información proporcionados en el anexo técnico son transparentes, consistentes, completos y exactos;
(c) Los datos y la información proporcionados en el anexo técnico son consistentes con las directrices [UNFCCC] (...);
(d) Los resultados son exactos en la medida de lo posible.»

### Salvaguardas
Salvaguarda a) Complementariedad o compatibilidad de las medidas con los objetivos de los programas forestales nacionales y de las convenciones y los acuerdos internacionales sobre la materia;
Salvaguarda b) La transparencia y eficacia de las estructuras de gobernanza forestal nacional, teniendo en cuenta la legislación y la soberanía nacionales;
Salvaguarda c) El respeto de los conocimientos y los derechos de los pueblos indígenas y los miembros de las comunidades locales;
Salvaguarda d) La participación plena y efectiva de los interesados, en particular los pueblos indígenas y las comunidades locales, en las medidas mencionadas REDD+;
Salvaguarda e) La compatibilidad de las medidas con la conservación de los bosques naturales y la diversidad biológica;
Salvaguarda f) La adopción de medidas para hacer frente a los riesgos de reversión;
Salvaguarda g) La adopción de medidas para reducir el desplazamiento de las emisiones.

### Enfoques no estrictamente REDD+
La UNFCCC , Convención Marco de las Naciones Unidas sobre el Cambio Climático, está discutiendo actualmente el mecanismo REDD+. Todos los temas pertinentes comprendidos en REDD+ son exclusivamente aquellos que están incluidos en las decisiones de la COP, como se indica más arriba. Sin embargo hay una gran variedad de conceptos y enfoques que, por sus proponentes, se etiquetan como parte de REDD+, ya sea porque se consideran sustituvos o complementarios de las decisiones de la UNFCCC. A continuación se da una lista —indudablemente incompleta— de tales conceptos y enfoques.
- REDD+ basada en proyectos, mercado REDD+ voluntario: muchas organizaciones promueven proyectos REDD+ a escala de área forestal (por ejemplo grandes concesiones o parques nacionales), análogos a proyectos AR-CDM bajo el Protocolo de Kioto, con reducción de emisiones o aumento del secuestro de gases de efecto invernadero certificados por una organización externa que emplea un estándar establecido por alguna parte (por ejemplo CCBA o VCS) y con créditos de carbono intercambiados en el mercado internacional de carbono voluntario. Sin embargo, REDD+ es, por definición, nacional (las Decisiones 4/CP.15 y 1/CP.16 se refieren consistentemente a estrategias, planes de acción y seguimiento nacionales, permitiendo la cobertura subnacional solo como medida provisional[9][10]). La UNFCCC todavía no ha llegado a ningún acuerdo sobre cómo convertir las reducciones de emisiones o aumentos del secuestro verificados en un instrumento financiero.

- Distribución de beneficios: las decisiones de la UNFCCC sobre REDD+ no mencionan cómo recompensar a los países y participantes por las reducciones netas de emisiones o aumentos del secuestro verificados. No es muy probable que se adopten requisitos para la distribución subnacional de los beneficios, pues se percibirían como un asunto de soberanía nacional. Puede proporcionarse una guía genérica, con un lenguaje similar al de las salvaguardas, como «los afectados locales deben tener derecho a la financiación basada en resultados», sin ser específico en los porcentajes que se lleva la gestión, la identificación de los afectados, tipo de beneficios o medios de distribución. Los países pueden decidir canalizar cualquier beneficio a través de programas de desarrollo rural ya existentes, por ejemplo proporcionando servicios adicionales (mejor acceso al mercado, formación, simientes) o pagar directamente a los afectados locales.

- Consentimiento libre, previo e informado (FPIC por sus siglas en inglés): es un procedimiento requerido por el Programa UN-REDD (diferente de la REDD+).[17] Sin embargo el mecanismo REDD+ no requiere FPIC. Ahora bien, la salvaguarda sobre el respeto por el conocimiento y los derechos de pueblos indígenas y comunidades locales toma nota de que la Asamblea General de las Naciones Unidas ha adoptado la Declaración de las Naciones Unidas sobre los derechos de los pueblos indígenas (UNDRIP por sus siglas en inglés).[10] El artículo 19 de la UNDRIP requiere que «los Estados consultarán a los pueblos indígenas y cooperarán de buena fe con ellos a través de sus propias instituciones representativas para obtener su consentimiento libre, previo e informado antes de adoptar o aplicar medidas legislativas o administrativas que puedan afectarles». UN-REDD interpreta este artículo en sus "Directrices sobre el consentimiento libre, previo e informado" en el sentido de que todas las comunidades, o al menos muchas, deben dar su consentimiento antes de que tengan lugar actividades REDD+.[17] Puede resultar obvio que se requiere la mayoría de los elementos de un proceso FPIC estándar para que una actividad de gestión forestal local y participativa, como cualquiera de las elegibles para REDD+, resulte exitosa y sostenible, pero tal FPIC no se requiere para aplicar REDD+.

- Fugas de carbono (en inglés leakage): el término "fugas" se emplea a menudo en REDD+ basada en proyectos. Dicho término se origina en los proyectos de forestación o reforestación bajo el Mecanismo de Desarrollo Limpio (CDM por sus siglas en inglés) del Protocolo de Kioto, donde designa los efectos que el proyecto tiene fuera de su área intrínseca. En REDD+ este término no se usa y tampoco tiene sentido: puesto que REDD+ tiene alcance nacional, no puede haber fugas nacionales una vez que se cubre a todo el país. Tampoco puede haber fugas internacionales, porque todos los países están obligados a informar sobre sus recursos forestales, a través de REDD+ o de otra forma, de modo que un incremento de la tala de árboles en un país para compensar la reducción en otro se registra en el país de origen de la madera. REDD+ utiliza el término "desplazamiento de emisiones", pero esto debe entenderse como desplazamiento de emisiones entre sectores, como reemplazar los fuegos de leña por hornillos de queroseno (Agricultura, Silvicultura y otros usos del Suelo, en inglés AFOLU, para energía) o la construcción con madera por la construcción con hormigón, cemento y ladrillos (AFOLU para industria).

## REDD+ como medida para mitigar el cambio climático
La deforestación y la degradación forestal suponen entre el 17 y el 29 % de las emisiones mundiales de gases de efecto invernadero. Por tanto, reducir dichas deforestación y degradación se estima una de las estrategias con la mejor relación coste-beneficio. La regeneración de bosques en tierras degradadas o deforestadas puede absorber CO₂ de la atmósfera a través de la acumulación de biomasa, convirtiendo los bosques en un sumidero de carbono. El mecanismo REDD+ aborda tanto la reducción de emisiones como el aumento de la absorción (secuestro). 

### Reducción de emisiones
Las emisiones de gases de efecto invernadero de origen forestal pueden reducirse frenando los ritmos de deforestación y degradación forestal. Las dos primeras actividades REDD+ elegibles cubren obviamente esto. Otra opción sería alguna forma de tala comercial de bajo impacto, bajo la actividad elegible de gestión forestal sostenible.

### Aumento de la absorción
La absorción de gases de efecto invernadero (específicamente CO₂) de la atmósfera puede conseguirse mediante varias opciones de gestión forestal, como replantar áreas deforestadas o degradadas, o un plantado enriquecedor (plantar más árboles en zonas donde, de forma natural, escasean), pero también dejando al bosque regenerarse naturalmente. Debe diferenciarse cuidadosamente lo que es un proceso puramente ecológico de lo que es inducido o promovido mediante alguna intervención de gestión.

### REDD+ y el mercado de carbono
En 2009, en la COP-15 de Copenhague, se alcanzó el Acuerdo de Copenhague, que recogía en su sección 6 el reconocimiento del papel fundamental de REDD y REDD+ y la necesidad de proporcionar incentivos positivos para tales acciones permitiendo la movilización de recursos financieros de los países desarrollados. Este acuerdo prosigue en la sección 8 con el compromiso colectivo de que los países desarrollados aporten recursos nuevos y adicionales, incluyendo silvicultura e inversiones a través de instituciones internacionales, por cerca de 30 millardos de dólares estadounidenses ($) en el período 2010-2012.
El Fondo Verde del Clima (GCF por sus siglas en inglés) se estableció en la COP-17 como el mecanismo financiero de la UNFCCC, así que incluye la financiación REDD+. El Marco de Varsovia sobre REDD-plus hace varias referencias al GCF, recomendando a las partes de los países en desarrollo que lo utilicen para la financiación basada en resultados.

## Poniendo en práctica REDD+
La Decisión 1/CP.16, párrafo 73, sugiere que la capacidad nacional para poner en práctica REDD+ se construye por fases, «empezando con el desarrollo de estrategias o planes de acción nacionales, políticas y medidas, y aumento de la capacidad. Siguiendo con la puesta en práctica de políticas, medidas y estrategias nacionales, o planes de acción que supongan un incremento adicional de capacidad, desarrollo y transferencia de tecnología, y actividades de demostración basadas en resultados. Y evolucionando en acciones basadas en resultados que deberían ser plenamente medidas, comunicadas y verificadas.» La fase inicial del desarrollo de estrategias nacionales, planes de acción y aumento de capacidad es mencionada típicamente como la «fase de preparación» (también se usa, en inglés, el término "reddiness", un juego de palabras intraducible con "readiness", preparación).
Hay un número sustancial de proyectos REDD+ por todo el mundo y esta sección enumera solamente una selección. Una de las herramientas en línea que engloba más proyectos REDD+ con información actualizada es la Base de datos voluntaria de REDD+.

### Actividades de preparación
La mayoría de las actividades o proyectos puestos en práctica desde la convocatoria para actividades de demostración hecha en la Decisión 2/CP.13 de diciembre de 2007 se centran en la preparación, lo que no sorprende, dado que REDD+ y sus requisitos eran completamente nuevos para todos los países en desarrollo.
- Programa UN-REDD: el Programa de las Naciones Unidas para el Desarrollo (habitualmente mencionado en español por sus siglas PNUD), el Programa de las Naciones Unidas para el Medio Ambiente (PNUMA) y la Organización de las Naciones Unidas para la Alimentación y la Agricultura (habitualmente mencionada en español por sus siglas en inglés FAO) establecieron conjuntamente el UN-REDD en 2007, una asociación con el propósito de ayudar a países en desarrollo a abordar ciertas medidas necesarias para participar efectivamente en el mecanismo REDD+. Estas medidas incluyen desarrollo de capacidad, gobernanza, compromiso de pueblos indígenas y necesidades técnicas. El conjunto inicial de países ayudados estaba formado por Bolivia, República Democrática del Congo, Indonesia, Panamá, Papúa Nueva Guinea, Paraguay, Tanzania, Vietnam y Zambia. En marzo de 2014 UN-REDD contaba con 49 participantes, 18 de los cuales estaban recibiendo apoyo financiero para iniciar o complementar alguna variedad de actividades nacionales de preparación REDD+.[21] Los otros 31 participantes pueden recibir apoyo para temas específicos, compartir conocimiento, ser invitados a reuniones y talleres de formación, tener estatus de observador en las reuniones del Consejo de Políticas y «pueden ser invitados a enviar una solicitud para recibir fondos para un programa nacional en el futuro, si son seleccionados a través de un conjunto de criterios (aprobado por el Consejo de Políticas) para priorizar la financiación de nuevos países».[22] UN-REDD trabaja en seis áreas:[23]

1. Medida, comunicación, verificación y seguimiento (llevada por la FAO)
2. Gobernanza de la REDD+ nacional (por el PNUD)
3. Compromiso de los pueblos indígenas, comunidades locales y otros afectados relevantes (PNUD)
4. Aseguramiento de los múltiples beneficios de los bosques y de REDD+ (PNUMA)
5. Gestión transparente, equitativa y comprobable de los pagos REDD+ (PNUD)
6. REDD+ como catalizador para la transformación en una economía verde (PNUMA)

- Fondo Cooperativo para el Carbono de los Bosques (FCPF por sus siglas en inglés): el Banco Mundial desempeña un importante papel en el desarrollo de las actividades REDD+ desde que comenzaron. El FCPF se presentó a la comunidad internacional en la COP-13 de Bali en diciembre de 2007. Los países que deseen recibir dinero del FCPF pueden solicitar 3,6 millones de $ para: el desarrollo de estrategias nacionales, consulta a los afectados, aumento de capacidad, desarrollo de niveles de referencia, desarrollo de un sistema nacional de seguimiento forestal y análisis de salvaguardas sociales y ambientales.[24] Los países que consigan un estado de preparación pueden solicitar dinero al FCPF para apoyar la aplicación nacional de REDD+.[25]

- Iniciativa Internacional Noruega para el Clima y el Bosque (NICFI por sus siglas en inglés): en la COP-13 de Bali (diciembre de 2007) el Gobierno noruego anunció su NICFI, que aportaba 1 millardo de $ al plan REDD+ brasileño[26] y 500 millones de $ para la creación e implantación de actividades nacionales REDD+ en Tanzania.[27] Además, junto con el Reino Unido, se destinaron 200 millones de $ al Fondo para los Bosques de la Cuenca del Congo con el fin de apoyar actividades de conservación de las selvas de África central.[28] En 2010 Noruega firmó con Indonesia una carta de intención para proporcionarle hasta 1 millardo de $ «si Indonesia alcanza buenos resultados».[29]

- Organización Internacional de las Maderas Tropicales (ITTO por sus siglas en inglés, aunque esta organización tiene también como idiomas de trabajo el español, el francés y el japonés): ha lanzado un programa temático sobre REDD+ y servicios ambientales con una financiación noruega inicial de 3,5 millones de $. Además, en 2014 el consejo de la ITTO decidió hacer hincapié en REDD+.[30]

- Finlandia: en 2009 el Gobierno de Finlandia y la FAO firmaron un acuerdo de asociación de 17 millones de $ para proporcionar herramientas y métodos para inventarios forestales multipropósito, seguimiento de REDD+ y adaptación al cambio climático en 5 países piloto: Ecuador, Perú, Tanzania, Vietnam y Zambia.[31] Como parte de este programa, el Gobierno de Tanzania pronto completará el primer inventario forestal amplio del país para valorar sus recursos forestales, incluida la cantidad de carbono almacenada en sus bosques. También se ha puesto en marcha un programa de seguimiento del carbono en el suelo para estimar el 'stock' de carbono ahí, utilizando tanto mediciones sobre el terreno como modelado.[32]

- Australia: estableció una Iniciativa Internacional de Carbono Forestal de 200 millones de dólares australianos, centrada en desarrollar actividades REDD+ en países vecinos como Indonesia o Papúa Nueva Guinea.[33]

- Asociación Provisional REDD+: establecida en 2010 por gobiernos de países desarrollados y en desarrollo como medio de fomentar la aplicación de acciones tempranas y fomentar un rápido comienzo de la financiación de acciones REDD+.[34]

### Fase de puesta en práctica de REDD+
Puede argüirse que algunos países ya están aplicando aspectos de un programa nacional de seguimiento forestal, y actividades destinadas a reducir emisiones y aumentar la absorción que van más allá de la preparación para REDD+. Costa Rica, por ejemplo, solicitó con éxito dinero del FCPF, lo que quiere decir que, para los estándares del FCPF, Costa Rica ha completado la fase de preparación para REDD+. Otros países con marcos REDD+ avanzados que van más allá de REDD+ son Guyana y México.

### Acciones basadas en resultados
En febrero de 2016 ningún país en desarrollo había entrado en la fase de acciones basadas en resultados, que son plenamente medidas, comunicadas y verificadas.
De acuerdo con el Marco de Varsovia sobre REDD-plus, en febrero de 2016 solo un país había remitido un informe bienal de actualización con un anexo técnico que contenía los detalles de reducción de emisiones derivada de actividades REDD+ elegibles: Brasil, que lo envió el 31 de diciembre de 2014. El anexo técnico cubre el bioma de la Amazonia dentro del territorio brasileño, algo menos de la mitad del territorio nacional, e informa de reducciones de emisiones comparando con el nivel de referencia de emisiones de 2 971,02 MtCO2e (millones de toneladas equivalentes de dióxido de carbono) previamente remitido. Estas reducciones se lograron gracias a una disminución de la deforestación. Este anexo técnico se revisó a través del proceso de análisis y consulta internacionales y el 22 de septiembre de 2015 la UNFCCC emitió un informe técnico que afirmaba que «los expertos de la LULUCF consideran que los datos e información proporcionados en el anexo técnico son transparentes, consistentes, completos y exactos» (párrafo 38). Teniendo en cuenta que Brasil solo está informando sobre reducción de emisiones de la deforestación en la Amazonia brasileña, el informe técnico identificó varias áreas de mejora (párrafo 34):
(a) Continuar actualizando y mejorando el mapa de densidad de carbono, incluyendo, mediante el uso de datos de suelo mejorados procedentes del primer inventario forestal nacional brasileño, la priorización de áreas geográficas donde es más probable que ocurra la deforestación;
(b) Expansión de la cobertura de las reservas de carbono, incluyendo la mejora de la comprensión de la dinámica de carbono en el suelo tras la conversión de bosques en áreas deforestadas;
(c) Consideración del tratamiento de gases distintos del CO2 para mantener la consistencia con el inventario de gases de efecto invernadero;
(d) Continuación de las mejoras relativas al seguimiento de la degradación forestal;
(e) Expansión del sistema de seguimiento forestal para cubrir biomas adicionales.
Aunque Brasil ha conseguido avances considerables en el programa REDD+, sin cobertura nacional no puede considerarse completamente en la fase 3 del mecanismo REDD+.

## Preocupaciones
Desde la primera discusión de REDD+ en 2005 y particularmente en la COP-13 de 2007 y la COP-15 de 2009, numerosas voces han expresado sus preocupaciones sobre varios aspectos de REDD+. La COP ha respondido estableciendo las salvaguardas, aunque estas han sido ampliamente criticadas por demasiado genéricas, poco exigibles y escasas más que un conjunto específico de requisitos para la participación en el mecanismo REDD+.
Antes de la aplicación plena deben afrontarse muchos retos. ¿Cómo enlazará el mecanismo REDD+ con las estrategias de desarrollo nacionales existentes? ¿Cómo participarán los habitantes de áreas boscosas y los pueblos indígenas en el diseño, aplicación, seguimiento y evaluación de los programas REDD+ nacionales? ¿Cómo se financiará REDD+ y como asegurarán los países que los beneficios se distribuyen equitativamente entre todos los que gestionan los bosques?  ¿Cómo afectará la distribución de fondos en términos de equidad distributiva a los diferentes países? Finalmente ¿cómo se efectuará el seguimiento de las reducciones de emisiones y aumentos de absorción resultantes de actividades REDD+?

### Bosques naturales frente a plantaciones de alta densidad
La salvaguarda (e) «Que las acciones sean consistentes con la conservación de los bosques naturales y la biodiversidad, asegurando que las acciones no se emplean para la conversión de los bosques naturales, sino para incentivar su protección y conservación, y la de su ecosistema, y para promover otros beneficios sociales y medioambientales» tiene una nota al pie:  Teniendo en cuenta la necesidad de vidas sostenibles para los pueblos indígenas y las comunidades locales y su interdependencia de los bosques en la mayoría de los países, reflejadas en la Declaración de las Naciones Unidas sobre los derechos de los pueblos indígenas así como el Día Internacional de la Madre Tierra»
La UNFCCC no define qué constituye un bosque; solo requiere que las partes le comuniquen cómo lo definen. La UNFCCC sugiere usar una definición en términos de mínima superficie, mínima cobertura de corona (porcentaje de terreno cubierto por las copas de árboles vivos) y mínima altura en la madurez de la vegetación perenne. 
Aunque hay una salvaguarda contra la conversión de bosques naturales, las partes que son países en desarrollo son libres de incluir plantaciones de árboles (tanto autóctonos del país como procedentes de otros) aprovechables comercialmente por su madera (eucalipto, pino, acacia), por su savia (árbol del caucho), sus frutos (mango, árbol del cacao, cítricos), o incluso plantas que no son árboles, como la palmera aceitera, la datilera, el cocotero y el bambú. Algunos oponentes de REDD+ sostienen que la falta de una distinción clara no es accidental. Definir un bosque simplemente en términos de cobertura arbórea —más que en términos de complejidad biológica y las vidas de las personas que interactúan con él— se ha usado desde hace tiempo para dar cobertura a la expansión de plantaciones a escala industrial. Puede argüirse que la explicación más probable es que los intereses comerciales priman sobre los objetivos ambientales y sociales a la hora de conformar las políticas REDD+.
De manera similar, no hay consenso sobre la definición de degradación forestal. El IPCC ha hecho varias sugerencias, dejando de nuevo a los países elegir la definición que les parezca más conveniente.
Una estrategia REDD+ nacional no solo necesita referirse al establecimiento de parques nacionales o áreas protegidas. Diseñando cuidadosamente las normas y directrices, REDD+ podría incluir las prácticas de uso de la tierra como el cambio de cultivos por las comunidades indígenas y la tala maderera de impacto reducido,  siempre que se demuestren ciclos de rotación y cosecha sostenibles. Algunos sostienen que esto abre la puerta a la explotación maderera de bosques primarios, el desplazamiento de poblaciones locales y el incremento de las plantaciones de árboles.
El logro de múltiples beneficios, por ejemplo la conservación de la biodiversidad y los servicios del ecosistema (como servir de cuenca de drenaje), así como los beneficios sociales (por ejemplo, ingresos y gobernanza forestal mejorada) no se aborda actualmente, más allá de su inclusión en la salvaguarda.

### Propiedad de la tierra, derechos de carbono y distribución de beneficios
De acuerdo con algunos críticos como Joanna Cabello, REDD+ es otra extensión del ecocapitalismo, que somete los bosques y sus habitantes a nuevas formas de expropiación y cercado a manos de empresas contaminantes y especuladores. Los así llamados "vaqueros del carbono" —empresarios sin escrúpulos que intentan adquirir los derechos de carbono de la selva tropical— han hecho firmar contratos injustos a comunidades indígenas, a menudo con la intención de conseguir beneficios rápidos vendiendo enseguida estos derechos a inversores. En 2012 se supo que un hombre de negocios australiano había firmado contratos a 200 años con una tribu amazónica peruana, los yagua, muchos de cuyos miembros son analfabetos, dándoles una participación del 50 % en sus recursos de carbono. Los contratos le permitían establecer y controlar proyectos madereros y plantaciones de palmera aceitera en la selva yagua.
Hay riesgo de que los habitantes locales y las comunidades que viven en los bosques sean puenteadas y de que no se les consulte, de modo que no reciban ningún ingreso. Una distribución justa de los beneficios REDD+ no se alcanzará sin una reforma previa de la gobernanza forestal y sistemas de propiedad de la tierra más seguros en muchos países. ¿Cómo pueden entonces distribuirse los beneficios REDD+ a las comunidades forestales de una forma justa y equitativa que minimice su captura por los gobiernos nacionales o las elites locales?
La UNFCCC ha hecho repetidos llamamientos a la participación plena y efectiva de pueblos indígenas y comunidades locales sin ser más específica. En varios países se ha demostrado claramente la capacidad de las comunidades locales para contribuir efectivamente a las actividades REDD+ sobre el terreno y a la medida de las propiedades del bosque para estimar la reducción de emisiones y el aumento de la absorción.
En REDD+ basada en proyectos, no se pueden rendir cuentas de algunos, y compañías desaprensivas están aprovechándose de la inadecuada gobernanza.

### Pueblos indígenas
Salvaguarda (c): Respeto por el conocimiento y los derechos de pueblos indígenas y comunidades locales, teniendo en cuenta las obligaciones internacionales relevantes, las circunstancias y leyes nacionales, y tomando nota de que la Asamblea General de las Naciones Unidas ha adoptado la Declaración de las Naciones Unidas sobre los derechos de los pueblos indígenas
Salvaguarda (d): Participación plena y efectiva de todos los significativamente afectados, en particular pueblos indígenas y comunidades locales, en las acciones [REDD+] (...) [y en el desarrollo y aplicación de estrategias nacionales o planes de acción]
Los pueblos indígenas son afectados significativamente por REDD+, pues típicamente viven dentro de los bosques o basan, al menos parcialmente, su modo de vida en explotar los recursos que les ofrece el bosque. El Foro Internacional de los Pueblos Indígenas sobre el Cambio Climático (IIPFCC por sus siglas en inglés) fue explícito en las negociaciones climáticas de Bali (2007): 
REDD/REDD+ no beneficiará a los pueblos indígenas, sino que de hecho redundará en más violaciones de sus derechos. Incrementará las violaciones de nuestros derechos humanos, nuestros derechos a nuestras tierras, territorios y recursos, robará nuestra tierra, causará expulsiones forzadas, impedirá el acceso y amenazará las prácticas agrícolas indígenas, destruirá la diversidad biológica y cultural y causará conflictos sociales. Bajo REDD/REDD+, los Estados y los intermediarios de carbono tomarán mayor control de nuestros bosques.
Dar un valor comercial a los bosques desprecia el valor espiritual que tienen para pueblos indígenas y comunidades locales.
Los pueblos indígenas protestaron en 2008 contra el informe final del Foro Permanente para las Cuestiones Indígenas de la ONU sobre el cambio climático y un párrafo que respaldaba la REDD+ fue capturado en un vídeo titulado "La 2ª revuelta de mayo".
Grupos de indígenas panameños rompieron en 2012 su colaboración con el programa nacional UN-REDD tras alegar que el Gobierno no había respetado adecuadamente sus derechos.
Algunas organizaciones apegadas al terreno trabajan para desarrollar actividades REDD+ con comunidades locales y desarrollan mecanismos para compartir beneficios con el fin de asegurar que el dinero REDD+ alcanza tanto las comunidades rurales como los gobiernos. Algunos ejemplos son los proyectos del Plan Vivo en México, Mozambique y Camerún.

### REDD+ en el mercado del carbono
Cuando la UNFCCC trató la REDD+ por primera vez, no dio indicaciones sobre cómo se compensaría financieramente a los países en desarrollo por sus esfuerzos para aplicarla. En ausencia de guía de la COP, se debatieron dos opciones generales:
1. un enfoque basado en el mercado; y
2. otro basado en fondos, en el que los países del Anexo I depositarían sustanciales cantidades de dinero en un fondo administrado por una entidad multilateral.

Bajo el enfoque basado en el mercado, REDD+ actuaría como un "sistema de compensación" en el que acciones con resultados verificados se traducen en alguna forma de créditos de carbono, más o menos análogos al mercado de reducciones certificadas de emisiones (CER por sus siglas en inglés) instaurado por el CDM del Protocolo de Kioto. Estos créditos de carbono podrían entonces compensar las emisiones del país o empresa que los comprara. Esto requeriría que los países del Anexo I acordaran recortes más profundos en sus emisiones de gases de efecto invernadero, para que así se creara un mercado para los créditos de carbono REDD+. Es improbable que ocurra pronto dado el actual estado de las negociaciones en la COP, pero aun así hay miedo a que el mercado se inunde de créditos de carbono, deprimiéndolo a unos niveles de precio en los que REDD+ ya no sería una opción económicamente viable. Algunos países en desarrollo, como Brasil y China, mantienen que los países desarrollados deben comprometerse a reducciones de emisiones reales, independientes de cualquier mecanismo de compensación.
Estudios recientes indican que un enfoque de compensación basado en proyectos incrementaría significativamente los costes de transacción asociados a la REDD+ y que realmente sería la opción más débil para una arquitectura REDD+ nacional en lo que respecta a eficacia, eficiencia, capacidad de distribuir beneficios indirectos (como desarrollo, biodiversidad o derechos humanos) y legitimidad política general.
Desde la COP-17, sin embargo, ha quedado claro que la COP está optando por una financiación de la REDD+ basada en fondos, con el nuevo Fondo Verde del Clima como fideicomisario encargado del desembolso de la financiación basada en resultados para países en desarrollo que envíen informes verificados de reducción de emisiones y aumento de absorción de gases de efecto invernadero. Ahora bien, este dinero solo está disponible para partes de la UNFCCC que son países en desarrollo, por lo que cualquier proyecto REDD+ en el mercado de carbono voluntario requeriría otros medios para comercializar sus reducciones verificadas de emisiones.

### Diseño de arriba abajo de las grandes institucionales internacionales frente al diseño de abajo arriba de las coaliciones apegadas al terreno
Aunque las decisiones de la COP enfatizan la propiedad nacional y la consulta a los afectados, existen preocupación porque algunas de las mayores organizaciones institucionales estén conduciendo el proceso, en particular fuera del marco una parte, un voto de las negociaciones multilaterales bajo la UNFCCC. Por ejemplo, el Banco Mundial y el UN-REDD, las dos mayores fuentes de financiación y asistencia técnica para las actividades de preparación (y por tanto insoslayables para la mayoría de países en desarrollo) establecen requisitos para los países receptores que se pueden argumentar como no mandatados o exigidos por las decisiones de la COP. Un conjunto de investigaciones sugiere que, al menos hasta 2016, REDD+ como arquitectura mundial solo ha tenido un efecto limitado en las realidades políticas locales, pues la dinámica existente de poderes atrincherados y los incentivos a la deforestación no se cambian fácilmente con las relativamente pequeñas cantidades de dinero que REDD+ ha entregado. Además, REDD+ no ha abordado adecuadamente asuntos como la propiedad de la tierra, que determinan fundamentalmente quién toma decisiones sobre su uso y sobre la deforestación. Y no hay un consenso claro sobre cómo asuntos políticamente complejos como la propiedad de la tierra se pueden resolver fácilmente para favorecer, a través de un mecanismo de arriba abajo como REDD+, a los bosque existentes sobre los bosques talados.
Aunque todavía no se ha logrado un solo sistema mundial armonizado que compute y recompense las reducciones de emisiones provenientes de una mejor gestión de los bosques y de la tierra, sí han surgido diversos proyectos específicos para su contexto que apoyan variadas actividades, incluida la gestión forestal basada en la comunidad, cumplimiento de la protección de áreas de interés, producción sostenible de carbón vegetal, y silvicultura. Aunque no está claro si estos diversos proyectos son genuinamente diferentes de las iniciativas integradas de conservación y desarrollo anteriores a REDD+, hay pruebas de que REDD+ ha alterado las conversaciones políticas mundiales, causando posiblemente que temas como los derechos de los pueblos indígenas se traten a un mayor nivel, o al revés, amenazando con puentear las salvaguardas para los derechos de esos indígenas. Continúa el debate sobre estos temas.
Aunque el Banco Mundial declara su compromiso en la lucha contra el cambio climático, en el mundo muchas organizaciones de la sociedad civil y movimientos apegados al terreno miran con escepticismo los procesos que se desarrollan alrededor de los diferentes fondos de carbono. Entre las razones más preocupantes están los débiles (o inexistentes) procesos de consultas con las comunidades locales, la falta de criterios para determinar cuándo un país está preparado para implantar proyectos REDD+ (preparación), los impactos negativos como deforestación y pérdida de biodiversidad (debidos a acuerdos rápidos y falta de planificación), la falta de salvaguardas para proteger los derechos de los pueblos indígenas y la falta de políticas regionales para detener la deforestación. Una coalición creciente de organizaciones de la sociedad civil, movimientos sociales y otros actores críticos con REDD+ emergió entre 2008 y 2011, criticando el mecanismo con argumentos de justicia climática. Durante las negociaciones climáticas de Copenhague (2009) y Cancún (2010) fuertes coaliciones de la sociedad civil con movimientos sociales formaron un enérgico frente para quitar al Banco Mundial las competencias sobre el clima.
Se ha criticado a la Organización Internacional de las Maderas Tropicales porque parece que sobre todo apoya incluir en REDD+ el aprovechamiento maderero bajo el disfraz de "gestión sostenible" para beneficiarse así de los mercados de carbono mientras mantiene su negocio sin cambios (business-as-usual).